# Colle de peau de lapin

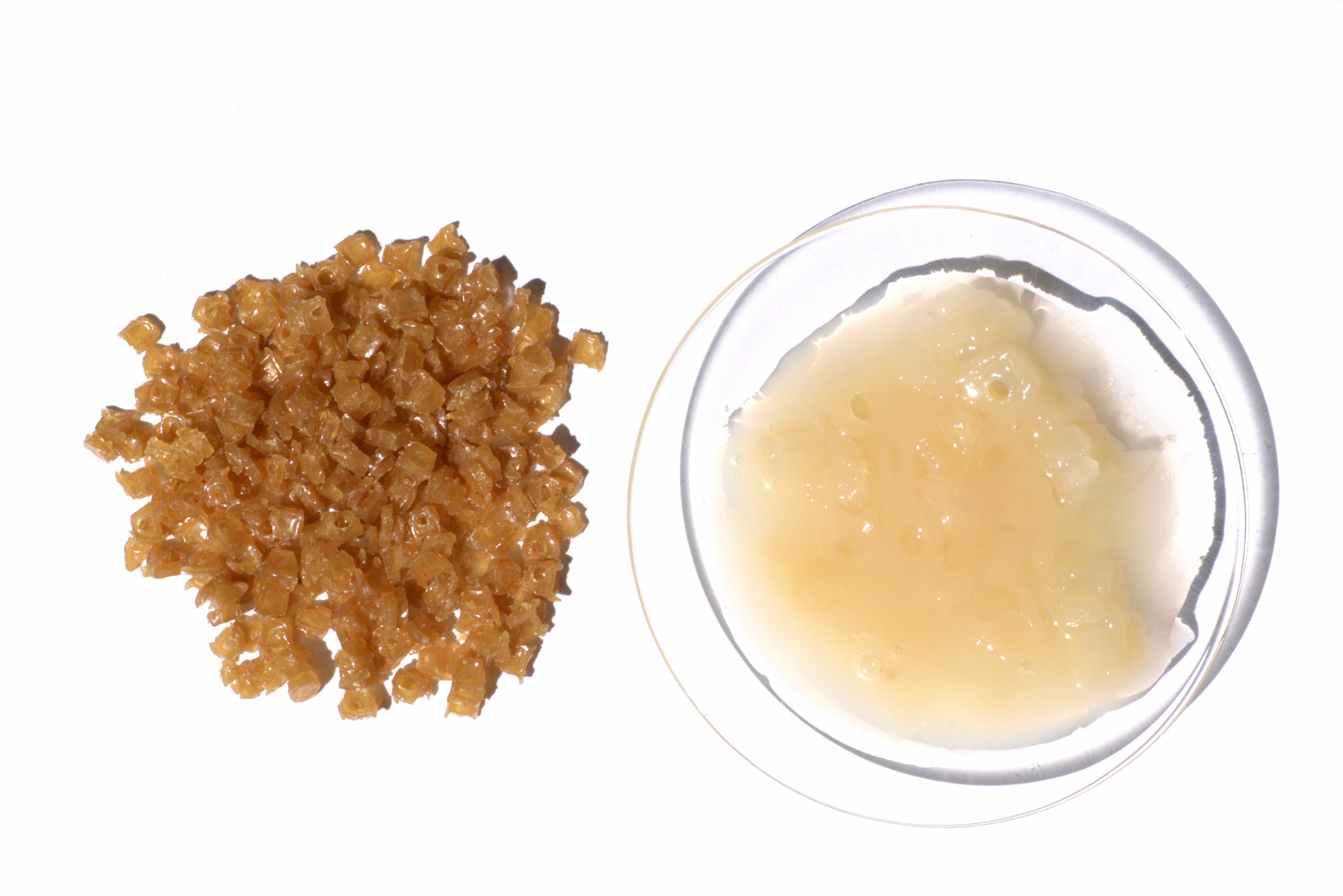
Colle de peau de lapin, sous forme de pastilles (à gauche) et partiellement dissoute dans l'eau (à droite).

La colle de peau de lapin est un encollage utilisé aussi comme adhésif, à base de collagène de lapin, à l'origine un ingrédient du gesso.

## Histoire
Dans la peinture à l'huile traditionnelle telle que pratiquée par le peintre de la Renaissance, la colle de peau était utilisée pour sceller la toile. Ce qui était nécessaire car l'huile de lin qui forme la base de la plupart des peintures à l'huile contient de l'acide linolénique qui détruit les fibres de la toile avec le temps. Les artistes de la Renaissance savaient également que l'encollage pur (colle de peau) devenait cassant une fois sec et la mélangeait avec de l'huile et de la craie pour faire un demi-fond pour les toiles. La colle de peau pure était généralement appliquée uniquement sur des supports rigides tels que des panneaux. Bien qu'elle aide à sceller la toile ou le panneau, les artistes appliquaient toujours une couche de « fond à l'huile », qui était souvent de la peinture à base de plomb, afin de fournir une couche de liaison à laquelle la peinture à l'huile finale pourrait adhérer.

## Production
La colle de peau de lapin est une colle animale, créée par ébullition prolongée du tissu conjonctif d'un animal. La colle de peau de lapin peut être achetée en poudre ou en morceaux. La préparation consiste à utiliser la bonne proportion d'eau à incorporer, pour obtenir la bonne consistance et la bonne force de colle. Elle doit être chauffée juste en dessous du point d'ébullition. Trop de chaleur donne un produit aux qualités adhésives réduites. Les fabricants de colle de lapin, de vache et de cheval recommandent de la dissoudre à 60–63 °C (140–145 °F) .

## Usages

### Adhésif
En tant qu'adhésif, la colle de peau de lapin est utilisée dans la production des soufflets des accordéons et dans d'autres instruments plus petits et légers, principalement dans les violons. Ses avantages majeurs sont un collage très rapide et un décollement facile à l'eau chaude, si un instrument doit être démonté pour des réparations internes. Il a également un fluage très faible, qui est la tendance de certaines colles à céder plastiquement sous des contraintes même faibles mais constantes dans le temps. Par exemple, les chevalets de guitare sont soumis à des contraintes latérales élevées qui, avec une mauvaise colle, peuvent les faire glisser vers l'avant.
Les protéines de la colle pénètrent dans le bois et s'entrelacent avec ses pores. La prise de la colle se produit avec le refroidissement et le séchage, de sorte que le temps de travail est très court, de l'ordre de quelques minutes, pour coller les pièces et obtenir une résistance complète, contrairement à la colle PVA pour laquelle la prise peut demander 20 à 30 minutes.
Cependant, comme la colle de lapin ne fonctionne qu'au niveau microscopique, en maintenant les fibres de bois, elle ne peut pas combler les espaces entre les surfaces à coller ; les surfaces doivent donc être bien adaptées et très lisses.

### Encollage
Lorsqu'elle est utilisé en peinture comme support de peinture, elle est bien étalée sur une toile qui a été placée sur le châssis. Lorsque la colle sèche, elle tend la toile. Après avoir laissé sécher, un apprêt à base d'huile est ensuite appliqué. Une toile encollée avec de la colle de peau de lapin peut être rendue plus serrée qu'avec d'autres alternatives — comme un gesso à base d'acrylique — en raison du rétrécissement. Ce type de toile est également précieuse car elle peut être poncée pour obtenir une texture plus plate, ce qui permet au peintre d'obtenir un niveau de détail plus fin que celui qui peut être obtenu avec un fond de gesso acrylique typique.
Ce support en colle de peau de lapin convient uniquement pour une utilisation en peinture à l'huile. Les supports à base d'acrylique s'écailleront sur une toile préparée avec de la colle de peau de lapin et ne sont donc pas appropriés.
La colle de peau de lapin est considérée comme une cause majeure de fissures dans les peintures à l'huile par la plupart des restaurateurs modernes. Parce que la colle est hygroscopique, elle absorbe continuellement l'humidité de l'atmosphère, ce qui fait gonfler et rétrécir la colle à mesure que les niveaux d'humidité ambiante changent. Au cours de nombreux cycles d'humidité, cette flexion répétée provoque la fissuration de la peinture à l'huile fragile. Des substituts modernes à la colle de peau de lapin sont disponibles, tels que la encollage PVA de Gamblin  et le GAC100 de Golden Acrylics. Ces substituts n'ont pas les propriétés hygroscopiques de la colle de peau de lapin, tout en étant très légèrement hygroscopiques, et ne devraient pas endommager les peintures à l'huile comme le fait la colle de peau de lapin. Cependant, ces remplacements modernes ne raidissent pas et ne resserrent pas la toile aussi bien que la colle de peau de lapin, de sorte que certains artistes préfèrent toujours utiliser de la colle de peau de lapin.